# モナーク: レガシー・オブ・モンスターズ
『モナーク: レガシー・オブ・モンスターズ』 (Monarch: Legacy of Monsters) は、アメリカのSF怪獣テレビドラマシリーズである。

## 概要
東宝のゴジラシリーズに基づく『モンスター・ヴァース』メディア・フランチャイズの第6作であり、テレビシリーズとしてはアニメ『髑髏島』に続く第2作である。クリス・ブラックによって企画され、彼とマット・フラクションによってApple TV+のために創作された。10話からなるシリーズは映画『GODZILLA ゴジラ』の後の出来事を追い、それまで半世紀にわたってゴジラや他の怪獣（タイタン）を追ってきた秘密組織モナークやランダ家の人々を描く。2023年11月17日よりApple TV+で配信された。2024年4月11日、シーズン2の製作、およびスピンオフの企画が発表された。シーズン2の撮影が2025年3月に終了したと現地時間18日、Apple TV+が公式Xにて発表した。

## あらすじ
シリーズは2014年のサンフランシスコでのゴジラ出現の影響を引きずる2015年を主な舞台とし、1950年代から2010年代までの怪獣現象を追いかけてきた秘密組織モナ―クおよびランダ家の人々の姿が描かれる。物語は2015年、前年のゴジラ出現に遭遇した後に父を失ったサンフランシスコの教師ケイト・ランダが日本を訪れ、存在を知らなかった腹違いの弟ケンタロウに出会うところに始まる。過去50年に及ぶ出来事が描かれる。
1952年、ケイトの祖母に当たるケイコ・ミウラ、ビル・ランダ、そして軍人のリー・ショウはフィリピンで放射能を追跡して怪獣に遭遇する。リーは怪獣を調査する秘密組織モナークの指導者となり、二人と共に怪獣調査を進める。1954年、原爆でゴジラを倒す試みは失敗する。1959年、カザフスタンの廃原子炉に空いた深い大穴にケイコは落下して消え、ケイコの残した息子ヒロシをビルが養子にする。1962年、リーは怪獣が移動していると推測される地下の大空洞に志願して入るも行方不明となり、まったく年をとらずに20年後の日本に現れる。大人になったヒロシに会い、ビルは死んだと聞かされる。リーはモナークの施設で幽閉・監視される。
2015年、居住するサンフランシスコが前年にゴジラに破壊され、父ヒロシをアラスカでの飛行機事故で失ったケイトは財産整理のために日本に来る。存在を知らなかったもう一人の妻エミコと弟ケンタロウに会う。父のオフィスに隠されたファイルを回収し、ケンタロウの元恋人のメイと共に解読し、生きているかもしれない父の後を3人で追う。施設で監視されていたリー・ショウの存在を知って脱出させ、モナークに追われながらアラスカに飛び父の生存を確認し、出現した怪獣に襲われる。リーはモナークに逮捕されるが、反乱分子であるデュヴァルと組み、ヒロシの足跡をたどってアルジェリアに行く。ケイト、ケンタロウ、メイもまたモナークの支援でアルジェリアに行き、生きているヒロシを見かけるもゴジラの出現で邪魔される。リーとデュヴァルは怪獣たちの生存する地下の空洞世界と地上世界を切り離そうとし、アラスカの亀裂に続いてカザフスタンの廃原子炉の穴の亀裂を爆破する。エイペックス・サイバネティクス社は以前雇用したメイを脅迫してモナークから怪獣のデータを手に入れる。リーは駆け付けたメイ、ケイトと共に亀裂から落ちて空洞世界と地上世界の中間の世界軸に入り、時間の流れの差により若々しいままのケイコに会う。リーは置き去りになるも、ケイコ、ケイト、メイは地上に戻り、2年後の2017年にエイペックス社が研究所を構える髑髏島に姿を現す。

## 登場人物

### メイン
- ケイト・ランダ: アンナ・サワイ（日本語吹替 - 喜多村英梨） - 2014年のゴジラ出現で生徒たちを死なせたことの PTSDに苦しむサンフランシスコ在住の教師[4]
- ケンタロウ・ランダ : 渡部蓮（日本語吹替 - 村瀬歩） - 日本に住むケイトの腹違いの弟[4]
- メイ/コーラ・マテオ : キアシー・クレモンズ（日本語吹替 - 潘めぐみ） - 日本に住むアメリカ人のハッカー、ケンタロウの元恋人 [4]
- ケイコ・ミウラ : 山本真理（日本語吹替 - 田中理恵） - 1950年代にビル・ランダ、リー・ショウと3人で怪獣を調査する女性科学者でケイトとケンタロウの祖母[5]
- ウィリアム・“ビル”・ランダ : アンダーズ・ホーム (青年期)（日本語吹替 - 浪川大輔） & ジョン・グッドマン (老年期)（日本語吹替 - 石住昭彦）[注釈 1] - 1950年代にケイコ・ミウラ、リー・ショウと共に怪獣を調査する未知動物学者[7]
- リー・ショウ : カート・ラッセル (2015年の老年期)（日本語吹替 - 安原義人） & ワイアット・ラッセル (1950年代の青年期)（日本語吹替 - 日野聡） - ケイコ、ビルとともに怪獣調査に参加する軍人でモナークの指導者となる[8][9]
- ティム: ジョー・ティペット（英語版）（日本語吹替 - 菊池康弘） - モナークのオフィス・ワーカー[4]
- ミシェル・デュヴァル - エリサ・ラソウスキ（英語版）（日本語吹替 - 川﨑芽衣子） - 2014年に『GODZILLA ゴジラ』で亡くなった原子力技師サンドラの妹で、モナークの現場エージェント[4]

### リカーリング
- ヒロシ・ランダ : 平岳大 - ケイコの息子でビルの養子、ケイトとケンタロウの父[10]
- エミコ・ランダ : 久藤今日子 - ヒロシの日本での妻でケンタロウの母親
- パケット将軍:  クリストファー・ハイアーダール（日本語吹替 - 宮本充） - 1950年代のアメリカ陸軍でのリー・ショウの上官[11]
- ナタリア・ヴェルデューゴ : Mirelly Taylor（日本語吹替 - 井上喜久子） - モナークの副長官

### ゲスト
- キャロライン・ランダ: タムリン・トミタ - ヒロシのアメリカでの妻でケイトの母親
- ドゥホ : Bruce Baek - リー・ショウの旧友の韓国人
- バーンズ博士: Jess Salgueiro - モナークの研究者
- ブレンダ・ホランド : Dominique Tipper - AET(Applied Experimental Technologies)社、のちのエイペックス・サイバネティックス社の重役
- ライラ・マテオ : Morgan Dudley - メイ(コーラ)の妹
- 東京のタクシー運転手 : 生島ヒロシ - 2014年のゴジラ襲撃を信じず、政府の陰謀だと信じている。

## エピソード
| 通算 話数 | タイトル                                                          | 監督                 | 脚本                             | 公開日         |
| --- | ----------------------------------------------------------------- | -------------------- | -------------------------------- | -------------- |
| 1 | "余波" "Aftermath"                                                | マット・シャックマン | クリス・ブラック                 | 2023年11月17日 |
| 1959年、ビル・ランダとケイコ・ミウラはモナークのリー・ショウ大佐とともにカザフ共和国の放射能を調査する。現地の少年は、放射能は政府が掘った「地獄へ届く穴」を隠すためのまやかしだと言う。ビルとケイコは廃原子炉の付近で放射能がゼロになり、地下に空洞があることを知る。穴の中には昆虫型ムートー(Massive Unidentified Terrestrial Organism)の無数の卵がある。ケイコとリーは卵から遺伝子標本を採取しようとするも、多数のムートーが孵ってケイコを穴に引きずり込む。 1973年、髑髏島でビルはバンブー・スパイダーと蟹型のムートーの戦いに巻き込まれ、鞄を海に落とす。 2013年、ビルの鞄が日本海で発見される。 2014年、サンフランシスコをゴジラが襲い、教師のケイト・ランダの目の前で生徒たちを乗せたスクールバスが奈落に落ちる。ケイトの父のヒロシはアラスカでの飛行機事故で死んだとされる。 2015年、PTSDに苦しむケイトは父の残した部屋を整理するために東京に来て、父の別の妻エミコと腹違いの弟ケンタロウに会って驚く。ケイトはケンタロウに連れられてヒロシのオフィスに行き、隠し金庫に祖父ビル・ランダの鞄を見つける。二人はケンタロウの元ガールフレンドのメイに、鞄の中のファイルの解読を頼む。モナークのティムは、解読が試みられたことを知らされる。 |                                                                   |                      |                                  |                |
| 2 | "旅立ち" "Departure"                                              | マット・シャックマン | クリス・ブラック                 | 2023年11月17日 |
| 1952年、アメリカ陸軍のリー・ショウ少尉はフィリピンで異常な放射能を調査するケイコ・ミウラの護衛を命じられる。ジャングルで二人はドラゴンの伝説を追う未知動物学者のビル・ランダに出会う。リーと別れたケイコとビルは調査を続け、ジャングルの中でビルが戦争中に勤務した駆逐艦ロートン号の残骸を見つける。二人は船内で死体を見つけ、怪獣イオン・ドラゴンに襲われる。リーが戻って二人を救い出す。 2015年、ケンタロウはファイルにあった人物リー・ショウが日本の老人ホームにいることを知る。ティムと同僚のデュヴァルはケイト、ケンタロウ、メイを捕まえようとするも逃げられる。3人は、モナークに監禁されていたリーに会い、ヒロシを見つけるために脱出する。 |                                                                   |                      |                                  |                |
| 3 | "秘密とウソ" "Secrets and Lies"                                   | Julian Holmes        | アンドリュー・コルビル           | 2023年11月22日 |
| 1954年、リーはモナークを指導する地位についている。リー、ビル、ケイコはゴジラを誘き出すため、大量のウラニウムを用意するようパケット将軍に求める。将軍は3人を裏切り、ビキニ環礁でのキャッスル・ブラボーの一環としてゴジラを誘き寄せた後に原爆を起爆する。ケイコは阻止しようとするもリーが抑える。パケット将軍は、怪獣を調査する無制限の予算をリーに与える。 2015年、ケイト、ケンタロウ、メイ、リーはフェリーで日本を脱出し韓国浦項市に来る。入管事務所で逮捕されるも、リーの旧友のドゥホに救われ、飛行機でヒロシが死んだとされるアラスカの場所へ向かう。アラスカで、彼らは飛行機の残骸とともに、乗員の生存を示唆するキャンプ跡を見つける。怪獣が現れてドゥホを殺す。 |                                                                   |                      |                                  |                |
| 4 | "パラレルとインテリア" "Parallels and Interiors"                  | Julian Holmes        | Milla Bell-Hart                  | 2023年12月1日  |
| 2013年、ケンタロウは初の展覧会の会場前でメイに出会い、一夜を過ごす。その日が失踪前の父ヒロシと会った最後となる。 2015年、ユタ州にいたモナークのバーンズ博士がアラスカでの放射能異常を検知する。ケイト、ケンタロウ、メイ、リーは怪獣から逃れるも、水に落ちたメイは低体温症を発する。ケンタロウは飛行機の上から見かけた建物に一人で行き、無線で救助を求める。モナークのヘリコプターが4人を救助して基地に運び、ティムとデュヴァルが出迎える。 |                                                                   |                      |                                  |                |
| 5 | "出口" "The Way Out"                                              | Mairzee Almas        | Amanda Overton                   | 2023年12月8日  |
| 2014年、ケイトは同僚の女性教師ダニと恋愛関係にありながら別の女性に浮気をする。そこにゴジラが出現し、ケイトの目の前で生徒たちを乗せたバスは海に落ちる。 2015年、モナークの副長官ヴェルデューゴは救出した4人からヒロシの活動について何も聞き出せない。モナークはリーが90代に見えないことを訝る。デュヴァルの示唆でリーを除く3人は解放される。3人はサンフランシスコに行き、ケイトの母のキャロラインとその同僚のジェームズに頼み、ゴジラに破壊されたのち米連邦緊急事態管理庁の封鎖する保安区域内のヒロシのオフィスに行く。ケンタロウは残された地図からヒロシがアフリカに向かったと推測する。メイは密かにデュヴァルに連絡を取り、協力する代わりに家に戻してくれと頼む。 |                                                                   |                      |                                  |                |
| 6 | "恐ろしい奇跡" "Terrifying Miracles"                              | Mairzee Almas        | カール・タロウ・グリーンフェルド | 2023年12月15日 |
| 1955年、リーとケイコは舞踏会に出て互いに魅かれ合う。ビルが二人をモナークに呼び出し、日本の科学者スズキ博士が怪獣を誘き出すガンマ線シミュレーターを開発したと伝える。リーは予算申請のために残るが、ビルとケイコは日本でスズキ博士の実験に立ち会う。パケット将軍の意志に反し、ケイコを愛するリーも遅れて日本に行く。ゴジラが出現して装置を破壊する。3人がアメリカに戻ると、モナークの指揮権はリーから取り上げられている。 2015年、デュヴァルは護送中のリーを脱走させ、姉がジャンジラ発電所で死んだため、モナークの活動を疑うようになったと打ち明ける。二人はモナーク内の同志と共にアルジェリアの砂漠に飛ぶ。ケイト、ケンタロウ、メイの3人もアルジェリアに来て、怪獣を装置でおびき出そうとするヒロシを見つける。ティムの乗るモナークのヘリコプターは、出現したゴジラに墜落させられる。リーとデュヴァルはゴジラを追い、ケイト、ケンタロウ、メイはヒロシを追う。ケイトとケンタロウは、メイがモナークに通じていたことを怒る。 |                                                                   |                      |                                  |                |
| 7 | "本物のメイはどうぞご起立を" "Will the Real May Please Stand Up?" | ヒロミ・カマタ       | マリコ・タマキ                   | 2023年12月22日 |
| 2012年、メイ（本名コーラ・マテオ）はAET(Applied Experimental Technologies)社にスカウトされる。残酷な動物実験が行われていることを知り、メイはハッキングにより研究結果データを破壊し、偽名で日本へ逃げる。 2015年、メイはアルジェリアの空港で誘拐されてシアトルのAET社に連行される。元上司のホランドは、モナークをスパイしなければ訴追すると脅迫する。ケイトは、生存していたティムにメイを探す助けを求める。ケイト、ケンタロウ、ティムはワシントン州のタコマにメイ(コーラ)の家族を探して訪ねる。ティムは偽の怪獣警報をシアトルに流してメイを救出しようとするも、脅迫されているメイはAET社に残る。ケイトはリーの計画を知る手伝いをヴェルデューゴに約束してメイを救うよう願う。AETはモナークからデータを受け取るのと交換にメイを苦境から解放し、エイペックス・サイバネティックス(Apex Cybernetics)と社名を変更する。リーとデュヴァルはアラスカのモナーク前哨基地を襲って制圧し、断層を爆破して亀裂を閉じる。 |                                                                   |                      |                                  |                |
| 8 | "生得権" "Birthright"                                             | ヒロミ・カマタ       | アル・レットソン                 | 2023年12月29日 |
| 1955年、モナークの指揮権を握ったハッチ少佐は怪獣の存在を疑って研究を閉鎖しようとする。ケイコが侮辱されたため、ビルはハッチに襲い掛かる。ビルは、怪獣が地下の空洞を移動している仮説を立てる。ケイコがヒロシを育てる未亡人であると知り、ヒロシを養子にしたいと言う。リーは研究を守るため、パケット将軍にゴジラが原爆を生き延びたことを直訴する。 2015年、リーとデュヴァルは1959年にケイコが失踪したカザフスタンの廃原子炉に来る。ケイト、ケンタロウ、メイ、ティムもカザフスタンに来る。リーはケイトに、空洞世界を表面世界から切り離してゴジラを救うつもりだと打ち明ける。リーが爆弾を起爆すると怪獣が出現し、メイ、ケイト、リーは亀裂に落ちる。 |                                                                   |                      |                                  |                |
| 9 | "世界軸/アクシス・ムンディ" "Axis Mundi"                          | アンディ・ゴダード   | マット・フラクション             | 2024年1月5日   |
| 1962年、カンザスシティで、リーは地下の空洞を探検するアワーグラス作戦に志願する。スズキ博士の装置が怪獣を誘き出して亀裂を開き、リーら隊員を乗せたカプセルは降下し連絡を絶つ。地上に残ったビルは、パケット将軍から人命損耗を考慮してモナークへの予算支出を停止すると告げられる。隊員たちは地上世界と空洞世界の中間の世界軸に着くも、怪獣が隊員たちを殺しリーは吸い出される。 1982年、リーは日本のモナークの医療施設で目覚める。看護婦のエミコを人質に取り、ビル・ランダに会わせろと要求する。大人になったヒロシがリーに会い、ビルは死んだと告げる。リーは出雲の山中で発見され、モナークは怪獣とは関わらないことにしたと話す。 リーはモナークの施設で監視され、2014年の怪獣出現を迎える。 2015年、カザフスタンの廃原子炉の爆発で生き残ったケンタロウとティムは東京に運ばれる。ヴェルデューゴはケイト、メイ、リーが死んだと告げる。エミコはケンタロウに、ケイトを探し続けるよう促す。ケンタロウはオフィスでヒロシに出くわす。リーとメイは世界軸の森で目覚めて放電現象から逃げ、ケイトを探す。ケイトは怪獣に襲われ、若々しい祖母ケイコに救われる。                                                                                                   |                                                                   |                      |                                  |                |
| 10 | "論理を超えて" "Beyond Logic"                                     | アンディ・ゴダード   | クリス・ブラック                 | 2024年1月12日  |
| ケイコはガンマ線シミュレーターを用い救難信号を発したとケイトに言う。2人はメイとリーに再会する。ケイコは世界軸で時間がゆっくり流れるために外の世界が既に2015年であり、ビルが亡くなっており、ケイトが孫だと聞いて驚愕する。リーとケイコはガンマ線シミュレーターをアワーグラス作戦のカプセルに接続して地上世界に戻ろうとするも、イオン・ドラゴンを誘き寄せてしまう。リーはカプセルを出て外れたケーブルを繋ぎなおす。そこにゴジラが現れてイオン・ドラゴンと戦う。ケイコ、ケイト、メイを乗せたカプセルはリーとゴジラを置き去りにして浮上し地上世界に戻る。ヴェルデューゴが怪獣対策を優先して救難信号の調査にリソースを使おうとしないため、ティムはモナークを辞めてヒロシとケンタロウに救難信号のことを教える。3人はエイペックス・サイバネティックス社に助けを求める。 2017年、カプセルは髑髏島のエイペックス・サイバネティックス社研究所に現れ、ケンタロウ、ヒロシ、ティムに迎えられる。キング・コングが近づき、人々は避難する。 |                                                                   |                      |                                  |                |

## 製作

### 企画
映画『ゴジラvsコング』の成功の後、『モンスター・ヴァース』を拡大させる議論が始まった。レジェンダリー・エンターテインメントは投資家たちにライブアクション・シリーズを提案し、Apple TV+は即座に興味を示して2022年1月にプロジェクトを承認した。レジェンダリー、Safehouse pictures, 東宝、さらにレジェンダリーとモンスター・ヴァース・フランチャイズの権利を共有するワーナー・ブラザース・ピクチャーズが共同製作することとなった。クリス・ブラックが企画およびショーランナーとなった.。
同年5月、マット・シャックマンが最初の2話の監督と製作総指揮として加わった。ブラックおよびマット・フラクションのほか、アンドリュー・コルビル、Milla Bell-Hart、 Amanda Overton、 カール・タロウ・グリーンフェルド、 マリコ・タマキ、アル・レットソンが脚本に参加した。

## 受賞・ノミネート
| 賞                                              | 授賞式        | 部門                                                         | 対象 | 結果       | 出典          |
| ----------------------------------------------- | ------------- | ------------------------------------------------------------ | --- | ---------- | ------------- |
| 第22回視覚効果協会賞                            | 2024年2月21日 | テレビ部門視覚効果賞                                         | - ショーン・コンラッド - ジェシカ・スミス - ジェド・グラスフォード - ハーリド・アルミーラーニー - ポール・ベンジャミン | ノミネート | [ 17 ]        |
| ミュージック・スーパーバイザー組合賞            | 2024年3月3日  | ミュージック・スーパーヴィジョン・トレーラー賞               | - デリク・ベルベラーデ - ジョーダン・シルヴァーバーグ                                                                  | ノミネート | [ 18 ]        |
| 第4回クリティクス・チョイス・スーパー・アワード | 2024年4月4日  | SF・ファンタジーシリーズ/リミテッドシリーズ/テレビ映画作品賞 | 『モナーク: レガシー・オブ・モンスターズ』                                                                             | ノミネート | [ 19 ] [ 20 ] |
| 第4回クリティクス・チョイス・スーパー・アワード | 2024年4月4日  | SF・ファンタジーシリーズ/リミテッドシリーズ/テレビ映画男優賞 | カート・ラッセル | 受賞       | [ 19 ] [ 20 ] |
| 第52回サターン賞                                | 2025年2月2日  | アドベンチャーテレビ賞                                       | 『モナーク: レガシー・オブ・モンスターズ』                                                                             | 受賞       | [ 21 ] [ 22 ] |
| 第52回サターン賞                                | 2025年2月2日  | テレビ主演男優賞                                             | - カート・ラッセル - ワイアット・ラッセル                                                                              | ノミネート | [ 21 ] [ 22 ] |
| 第52回サターン賞                                | 2025年2月2日  | テレビ助演女優賞                                             | アンナ・サワイ | ノミネート | [ 21 ] [ 22 ] |

## 映像ソフト
- シーズン１のブルーレイBOX（全10話2枚組）が発売された。